# 72 Феронија
72 Феронија (лат. 72 Feronia) је астероид главног астероидног појаса са пречником од приближно 85,90 km.
Афел астероида је на удаљености од 2,539 астрономских јединица (АЈ) од Сунца, а перихел на 1,992 АЈ.
Ексцентрицитет орбите износи 0,120, инклинација (нагиб) орбите у односу на раван еклиптике 5,417 степени, а орбитални период износи 1245,741 дана (3,410 године).
Апсолутна магнитуда астероида је 8,94 а геометријски албедо 0,063.
Астероид је откривен 29. маја 1861. године.